# 高木健作
高木 健作（たかぎ けんさく、1988年9月9日 - ）は、日本の経営者・起業家・投資家・マーケター。株式会社ARETECO HOLDINGS代表取締役、株式会社CMO BANK代表取締役を務める。

## 略歴
1988年9月9日、兵庫県芦屋市に生まれる。大阪大学在学中、友人らとともにマーケティング支援事業で起業。当初は大阪に拠点を置いていたが東京に移転し、さらに英語圏市場への参入を目的として2013年5月にシンガポールに移転、メディア事業を立ち上げる。その後、旅行メディアを株式会社DeNAへ事業売却。美容メディアを株式会社ベクトル（子会社）へ事業売却。

2014年2月からバイラルメディアBuzzNewsを運営していたウェブテックアジア（WebtechAsia PTE.LTD）の最高経営責任者を務めた。その後株式会社DeNAで1年間経験を積む。

2019年3月、6年間住んだシンガポールから日本へ帰国。株式会社ARETECO HOLDINGS代表取締役に就任。歯科矯正「キレイライン矯正」、瞑想アプリ「Relook」、スイス発エイジングケア「Fillerina」、美容コンテンツ配信メディア「shabon」などのブランド事業を手がける。
同年、若手マーケターの育成に注力しマーケティングのノウハウを伝える株式会社CMO BANKを立ち上げ、代表取締役に就任した。

2020年7月9日、構想にかかわり学生起業家と共同創業し、一部出資していた株式会社CoinOtakuが新華ホールディングスリミテッド（ビート・ホールディングス・リミテッド子会社）に株式を譲渡。

2021年11月4日 、アーティストグループALTとの共同企画による展覧会「いまここで、よく生きる -経験の螺旋を進んだ先に、辿り着く創造の使命-」を開催。

## 人物
- 聡明で論理的な思考を好む父親と感性豊かな母親に育てられ、正反対の性格の両親それぞれの影響を受けている。
- 小学生時代はカードゲームを作ったり、自転車でどこまで行けるかチャレンジする「チャリ部」を作るなど、創造的な遊びを好むほか、読書や頭を使う活動にも親しんだ。
- 中学生時代にソクラテスの本を読んでいるとき「よく生きる」という言葉に出会い、それ以来この言葉が高木の人生の指標となった[5]。代表を務める株式会社ARETECO HOLDINGSの社名と会社理念「いまここで、よく生きる」はアリストテレスの考えに強く影響を受けている。
- ウェブテックアジアの前身である「ワナビーズ」時代に、Facebookの流行を予想し関連ビジネスを立ち上げた。自社のFacebookを集客ツールとして活用し運営するウェブサイトへ誘導し広告料収入を得る仕組みであり、ソーシャル・ネットワーキング・サービスの隆盛に注目して「楽しい要素満載のコンテンツをFacebookで集まった人に提供するビジネスモデル」を作った人物とされる[9]。
- 高木は「大衆性と楽しさを兼ね備えたコンテンツ」に注目していると述べている[9]。「バイラルメディア祭り2014夏」では「バイラルメディアの相手は、テレビや漫画や映画といったエンターテイメントだろう」と述べており、「テレビと漫画とゲームの時間をリプレイスしていくこと」を目指すという。またオリジナルコンテンツを作るとコストが見合わないとし、「テレビや漫http://blogos.com/article/93525/?p=1 画などのコンテンツを持っているメーカー」と共同で「文脈のあるコンテンツ」を作っていきたいとも述べている[10]。
- マーケティングの重要性を意識したのは、ジェイ・エイブラハム氏の本を読んだことがきっかけ[5]。マーケティングは未来の可能性の幅、選択肢の幅を多く持たせてくれるものであり、「需要と供給をつなぐこと」であると定義している。
- 株式会社ARETECO HOLDINGSでは、時価総額1兆円規模の会社になること、またマーケターならではの視点での新たな価値の創出、マーケティングファームとしての新しい働き方や生き方を世の中に提示することを目指す[11]。
- 好きな言葉はアインシュタインの「成功した人間になろうとするな。むしろ、価値のある人間になろうとせよ」[6] 。